# Resolutie 1245 Veiligheidsraad Verenigde Naties
Resolutie 1245 van de Veiligheidsraad van de Verenigde Naties werd unaniem door de VN-Veiligheidsraad aangenomen op 11 juni 1999.

## Achtergrond
In Sierra Leone waren al jarenlang etnische spanningen tussen verschillende bevolkingsgroepen. In 1978 werd het een eenpartijstaat met een regering die gekenmerkt werd door corruptie en wanbeheer van onder meer de belangrijke diamantmijnen. Intussen was in buurland Liberia al een bloedige burgeroorlog aan de gang, en in 1991 braken ook in Sierra Leone vijandelijkheden uit. In de volgende jaren kwamen twee junta's aan de macht, waarvan vooral de laatste een schrikbewind voerde. Zij werden eind 1998 met behulp van buitenlandse troepen verjaagd, maar begonnen begin 1999 een bloedige terreurcampagne. Pas in 2002 legden ze de wapens neer.

## Inhoud

### Waarnemingen
De ECOMOG-vredesmacht van de ECOWAS werkte goed samen met de VN. De Veiligheidsraad bleef bezorgd over de fragiele situatie in Sierra Leone en beschouwde het zesde rapport van de secretaris-generaal over de UNOMSIL-waarnemingsmacht in het land en zijn aanbevelingen.

### Handelingen
De Veiligheidsraad verlengde het mandaat van de waarnemingsmacht tot 13 december. Een politiek akkoord was noodzakelijk om het conflict in Sierra Leone op te lossen. Daarom werden gesprekken tussen de overheid en rebellen in Lomé verwelkomd.
De secretaris-generaal stelde voor de UNOMSIL-missie uit te breiden en het mandaat te herzien moesten die onderhandelingen succes hebben. Hem werd gevraagd de Raad op de hoogte te houden over de situatie.

## Verwante resoluties
- Resolutie 1220 Veiligheidsraad Verenigde Naties
- Resolutie 1231 Veiligheidsraad Verenigde Naties
- Resolutie 1260 Veiligheidsraad Verenigde Naties
- Resolutie 1270 Veiligheidsraad Verenigde Naties

Lijst ·  1220 ·  1221 ·  1222 ·  1223 ·  1224 ·  1225 ·  1226 ·  1227 ·  1228 ·  1229 ·  1230 ·  1231 ·  1232 ·  1233 ·  1234 ·  1235 ·  1236 ·  1237 ·  1238 ·  1239 ·  1240 ·  1241 ·  1242 ·  1243 ·  1244 ·  1245 ·  1246 ·  1247 ·  1248 ·  1249 ·  1250 ·  1251 ·  1252 ·  1253 ·  1254 ·  1255 ·  1256 ·  1257 ·  1258 ·  1259 ·  1260 ·  1261 ·  1262 ·  1263 ·  1264 ·  1265 ·  1266 ·  1267 ·  1268 ·  1269 ·  1270 ·  1271 ·  1272 ·  1273 ·  1274 ·  1275 ·  1276 ·  1277 ·  1278 ·  1279 ·  1280 ·  1281 ·  1282 ·  1283 ·  1284